# Berge Stahl (schip, 1986)

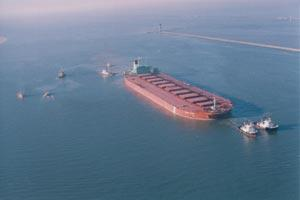
De Berge Stahl tussen de pieren van de haven van Rotterdam

De Berge Stahl was een bulkcarrier die werd geëxploiteerd door de Noorse rederij Bergesen Worldwide. Het schip had een laadvermogen van 364.768 ton, en was 343 meter lang en 63,5 meter breed. Tot de oplevering van de Vale Brasil, in 2011, was de Berge Stahl de grootste bulkcarrier ter wereld. Het schip is in 1986 gebouwd op de werf van Hyundai Heavy Industries in Zuid-Korea. De Berge Stahl voer onder Noorse vlag en had als thuishaven Stavanger. De bulkcarrier voer sinds januari 1987 elk jaar 9 of 10 keer heen en weer tussen Brazilië en Nederland.
Het schip vervoerde ijzererts afkomstig uit de mijnen van de Companhia Vale do Rio Doce, in het oostelijk deel van het Amazonegebied, naar Europoort, Rotterdam. In Rotterdam wordt het erts, bestemd voor de Duitse staalindustrie, bij het Ertsoverslagbedrijf Europoort C.V. (EECV) overgeslagen in duwbakken die het vervoeren naar de staalfabrieken Thyssen, Krupp Stahl (TKS) en Hüttenwerke Krupp Mannesmann (HKM) in het Ruhrgebied.
De diepte van de Eurogeul in de Noordzee, de aanloop voor de haven van Rotterdam, is ongeveer 24 meter. De Berge Stahl had, bij volle belading, een diepgang van ongeveer 23 meter. Als het schip overhelde nam de diepgang echter toe. Vanwege de diepte van de Eurogeul laadde de Berge Stahl daarom 'slechts' 354.000 ton.

## Laden
In Brazilië werd de Berge Stahl geladen in de Terminal Marítimo de Ponta da Madeira. Een 900 kilometer lange spoorlijn verbindt de mijnen met de haven. Het hele jaar door brengen dagelijks 7 treinen van 204 wagons de lading naar de haven. Eén enkele trein vervoert 21.000 ton erts. Er zijn ruim 17 treinen nodig om de Berge Stahl te vullen. Het laden van het schip in Brazilië duurde 30 tot 35 uur.

## Aanvaren, afmeren en lossen Rotterdam

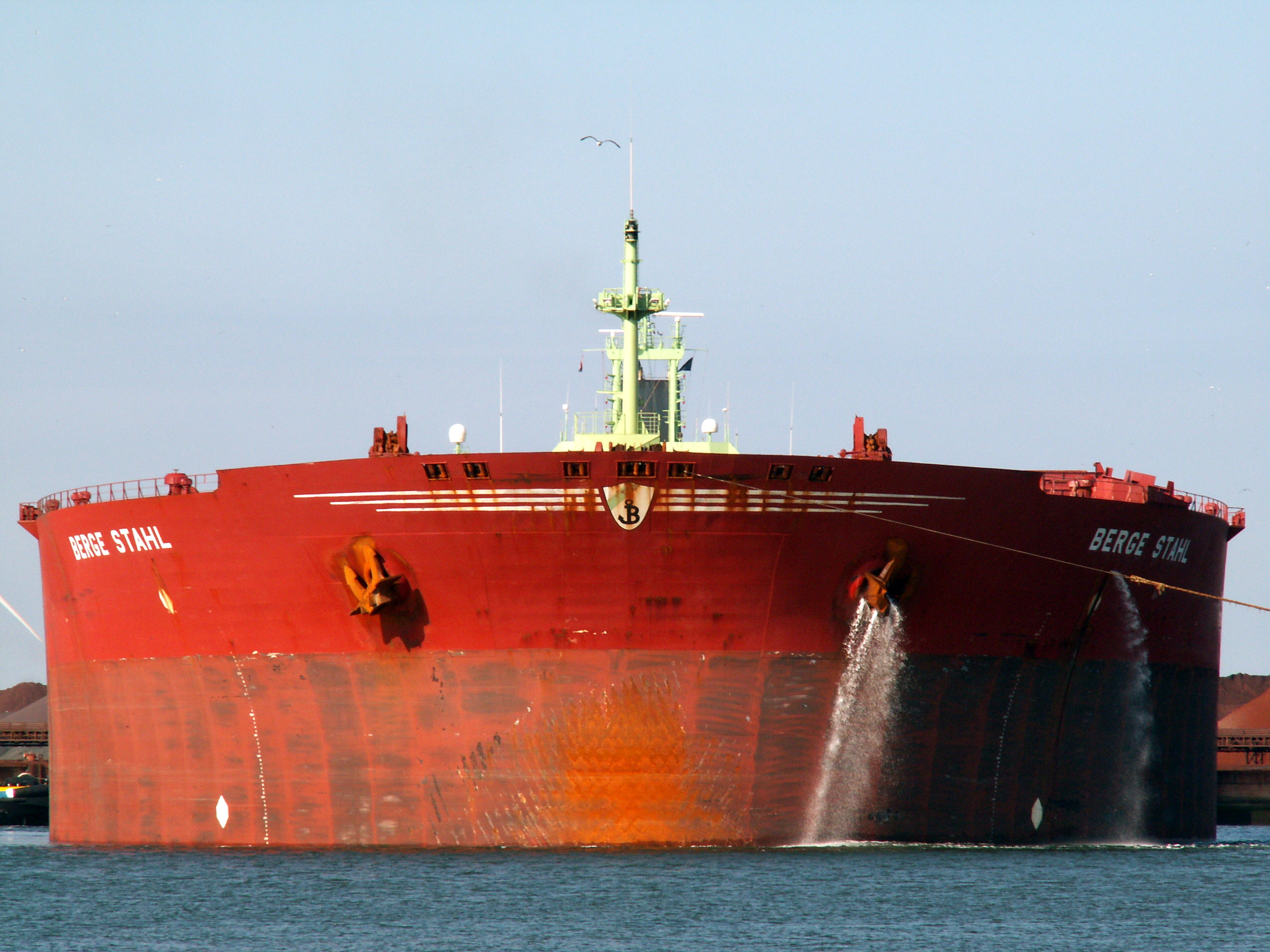
Boeg van de Berge Stahl

De reis van Brazilië naar Rotterdam duurde ongeveer 14 dagen. Voordat de Berge Stahl de Eurogeul in mocht varen, werd een weersverwachting en een tijpoortadvies (rapport over de periode die met het oog op de waterhoogte als gevolg van het getij gunstig is) opgesteld. Deze zijn een beperkte tijd geldig. Mocht een schip binnen deze tijd niet de Eurogeul binnenvaren, dan moet het minstens 12 uur wachten op het volgende gunstige tij.
Ongeveer 60 kilometer voor de kust van Nederland worden per helikopter twee loodsen aan boord gezet die de kapitein adviseren over de te volgen route. Ongeveer 20 kilometer voor Rotterdam wordt vaart geminderd en komt het schip in de Maasgeul. Vanaf de Maascenter-boei wordt het schip begeleid door een patrouilleboot van het Havenbedrijf Rotterdam. Bij het passeren van het havenhoofd worden vier sleepboten vastgemaakt om het te helpen manoeuvreren in de haven. Elk bezoek van de Berge Stahl levert het Havenbedrijf zo'n 150.000 euro op.
Het lossen bij EECV in Rotterdam duurt ongeveer 3,5 dag. Na het lossen van elke lading in Rotterdam worden schilders/alpinisten aan boord genomen om de ruimen opnieuw te schilderen. Dit om slijtage te voorkomen. Vanwege dit goede onderhoud wordt verwacht dat het schip 5 jaar langer meegaat dan de 25 jaar die berekend was bij de bouw.
Het schip arriveerde zondag 11 december 2016 om 12:00 aan de ertskade van de EECV (tegenover Hoek van Holland). Het is dan de 249ste en laatste keer dat het schip de haven aan doet. Het vertrekt daar volgens planning op 16 december 2016 (voorlopig) voorgoed uit de Rotterdamse haven. De reden daarvoor is, dat Thyssenkrupp het contract van het schip niet verlengd heeft.

## Terugreis
Tijdens het lossen werden de ballasttanks gevuld met 118.000 ton water. Daarna voer het schip in ongeveer 11 dagen terug naar Brazilië. De ballasttanks werden na de Golf van Biskaje 20% leeggepompt, omdat de kans op slecht weer daarna minder is. Het schip had dan minder diepgang en verbruikte zo minder brandstof.

## Kleurstelling
In september 2006 is het schip voor een dokbeurt naar China (Quindao) gevaren. Daar kreeg het schip onder andere de kleurstelling van de nieuwe eigenaar van het schip, Bergesen World Wide. De bekende en zeer herkenbare groene opbouw werd wit en ook het Bergesen-logo op de schoorsteen maakte plaats voor het Bergesen World Wide logo.

## Sloop
Na een tijd te zijn opgelegd bij Labuan (Maleisië) werd het schip in 2021 verkocht aan het Liberiaanse bedrijf Gaia Shipping Ltd., een dochter van Scope Maritime Pvt Ltd (India), en kreeg het een nieuwe naam: GESTAHL. Het werd geregistreerd onder de vlag van de Comoren. Het voer in juli 2021 naar het sloopstrand van Gadani Beach, Plot 91, waar het door Usman Steel gesloopt werd. Het bracht 496 US$ per ton op.

## Technische gegevens
- De hoofdmotor van de Berge Stahl is een langzaamlopende tweeslag Hyundai - B&W 7L90MCE van 27.610 pk. Deze motor is 9 meter hoog.
- Er zijn twee Wärtsilä dieselmotoren aan boord van elk 800 kilowatt. Deze zorgen samen met een generator van 900 kilowatt voor de elektriciteit aan boord.
- Het schip heeft 10 laadruimen, de luiken schuiven horizontaal open, op een van de luiken is de landingsplaats voor de helikopter die de loodsen brengt en haalt.
- De schroef heeft een diameter van 9 meter en weegt 60 ton.
- Het schip verbruikt per dag zo'n 80 ton stookolie.
- Het roer is 9 meter hoog.
- Kruissnelheid is 12 knopen (22 km/h), topsnelheid is 13,5 knopen (25 km/h).
- De watermaker aan boord kan elke dag 30 ton zeewater omzetten in drinkwater.
- Het schip heeft een 24-koppige bemanning aan boord (vrijwel allemaal met de Indiase nationaliteit)